# Wadaiko Yamato
Wadaiko Yamato (tiếng Nhật: 和太鼓倭) là một nhóm nhạc trống Nhật Bản gồm những tay trống taiko được thành lập vào năm 1993 bởi Masa Ogawa. Trong tiếng Nhật, từ "wadaiko" (和太鼓) dùng để chỉ một loại trống cổ truyền của Nhật Bản và "Yamato" là một cái tên cổ của Nhật Bản, đồng thời cũng là tên cũ của thành phố Nara, nơi khai sinh của nhóm.
Thành viên ban đầu của nhóm gồm các tay trống trẻ, 5 nam 4 nữ. Kể từ khi thành lập, nhóm đã thực hiện hơn 2.600 buổi biểu diễn trực tiếp cho hơn một triệu khán giả tại hơn 50 quốc gia trên 3 châu lục Á, Âu và Mỹ. Trong lần ra mắt quốc tế của nhóm vào năm 1998 tại Edinburgh Festival Fringe, nhóm đã được trao giải thưởng "Spirit of the Fringe". Năm sau, nhóm thực hiện ba chuyến lưu diễn quốc tế, bao gồm Nam Mỹ, 6 quốc gia châu Âu và Israel. Vào ngày 28 và 29 tháng 9 năm 2007, nhóm đã biểu diễn tại Diễn đàn Văn hóa Toàn cầu 2007 ở Monterrey, México.
Ngoài bộ gõ, các thành viên sử dụng các nhạc cụ truyền thống khác của Nhật Bản như shakuhachi (sáo thẳng), koto (đàn tranh Nhật Bản), shamisen (đàn tam Nhật Bản) và cả chũm chọe cầm tay nhỏ. Nếu như các nhạc cụ sử dụng đều là truyền thống thì phối cảnh dàn dựng của nhóm lại theo phong cách hiện đại với các hiệu ứng về ánh sáng, cách thức sắp đặt nhạc công theo cấu trúc và giai đoạn, và hiệu ứng không lời. Phần trình diễn cuối cùng của nhóm được đặt tên là Matsuri, lấy cảm hứng từ các lễ hội truyền thống của Nhật Bản, nơi mà trống đóng một vai trò lớn trong trình diễn..